# Wohldorf-Ohlstedt
Wohldorf-Ohlstedt, Hamburg-Wohldorf-Ohlstedt – dzielnica miasta Hamburg w Niemczech, w okręgu administracyjnym Wandsbek.  
1 kwietnia 1938 na mocy ustawy o Wielkim Hamburgu włączony w granice miasta.